# TVCine
TVCine é a nova designação dos canais de acesso condicionado de cinema da NOS.
A 1 de Novembro de 2007 a TV Cabo relançou os seus canais de cinema com uma nova imagem, formato e filosofia de programação.
A 14 de janeiro de 2020 os canais mudam o nome, recebem uma nova imagem e o canal TVSéries é descontinuado.
Em 2021 a TVCine anunciou que iria ter um serviço on-demand e nasce o TVCine + (apenas para Portugal). Os conteúdos novos vão para a plataforma logo a seguir de serem exibidos nos respetivos canais.

## História

### Telecine
Os canais começaram como canais Telecine a 1 de Junho de 1998; os primeiros canais foram o Telecine 1 e Telecine 2. Eram a versão portuguesa dos canais da Rede Telecine, e foram uma parceria entre a SIC, Globo e PT Multimédia.
Os nomes dos canais mudariam de nome a 1 de Junho de 2001 para, respetivamente, Telecine Premium e Telecine Gallery.
O Telecine 1/Premium dedicava-se à exibição de filmes campeões de bilheteira com menos de 5 anos, ao passo que o Telecine 2/Gallery dedicava-se a filmes feitos entre as décadas de 40 e de 90.

### Lusomundo
A 1 de Junho de 2003 a PT Multimédia acabou com a parceria e os Telecines Premium e Gallery mudaram de nome para, respetivamente, Lusomundo Premium e Lusomundo Gallery.
A 16 de Abril de 2004 iniciou-se a emissão do Lusomundo Action, dedicado a filmes de acção e terror.
A 19 de Maio de 2005 iniciou-se a emissão do Lusomundo Happy, dedicado a filmes de aventura, comédia e animação.

### TVCine
O Lusomundo Premium, Lusomundo Action, Lusomundo Happy e Lusomundo Gallery passaram a ser conhecidos por TVCine 1, TVCine 2, TVCine 3 e TVCine 4.
Deixaram de ser restritos quanto aos géneros de filmes que emitem.
A partir de 1 de Fevereiro de 2011 foi lançado o 2º cana em alta definição (HD) do grupo, o TVCine 2 HD. E o atual TVCine HD foi renomeado para TVCine 1 HD.
Em Outubro de 2011 foi lançado o canal TVSéries, integrado no pacote dos canais TVCine sem qualquer custo adicional para o cliente.
Este canal oferece os maiores êxitos das séries, de todos os géneros e para toda a família, poucos dias após a sua estreia nos Estados Unidos. Sendo também disponibilizado em HD
Em Julho de 2012 foram lançadas as versões HD em simulcast dos TVCine 3 e TVCine 4.
A partir dessa data o pacote chamado TVCine & TVSéries é composto por TVCine 1, TVCine 1 HD, TVCine 2, TVCine 2 HD, TVCine 3, TVCine 3 HD, TVCine 4, TVCine 4 HD, TVSéries e TVSéries HD.
A 7 de janeiro de 2020 é anunciado pela NOS que a partir de 14 de janeiro do mesmo ano os canais mudam o nome, recebem uma nova imagem e o canal TVSéries é descontinuado, ficando com apenas 4 canais, TVCine Top (anterior TVCine 1), TVCine Edition (anterior TVCine 2), TVCine Emotion (anterior TVCine 3) e por fim TVCine Action (anterior TVCine 4).

## Programas
Com o rebranding dos canais, houve também uma alteração à grelha para manter algum do conteúdo presente no canal extinto TVSéries.
| Canais         | Género(s)                                                           | Tipo            |
| -------------- | ------------------------------------------------------------------- | --------------- |
| TVCine Top     | Estreias mais recentes, Estreias do Cinema                          | Filmes          |
| TVCine Edition | Cinema de Culto, Documentários, Curtas, Cinema Português, Clássicos | FIlmes          |
| TVCine Emotion | Animação, Drama, Romance, Comédia Romântica, Comédia                | Filmes e Séries |
| TVCine Action  | Ação, Suspense, Sci-fi, Terror                                      | Filmes e Séries |

## TVSéries - Home of HBO
A partir de dia 1 de Setembro de 2015 passou a deter exclusividade das séries da HBO para o território português, sendo emitidas no TVSéries. Mas algumas das séries da HBO também estão no serviço de streaming da NOS, NOS Play.
A partir de 14 de janeiro de 2020, o canal TVSéries é descontinuado e consequentemente deixa de ter a exclusividade das séries da HBO, passando estas a fazer parte da HBO Portugal que eventualmente passaria a ser HBO Max.

## TVCine+
Em janeiro de 2021, é anunciado que irá haver uma versão on-demand dos Canais TVCine e que estava previsto para Fevereiro. Devido a alguns direitos, há muitas séries afetadas a não estarem na plataforma.
O TVCine+ só está disponível para o território português e está em todas as operadoras. O serviço não tem custo para os subscritores dos canais.